# Dracophyllum mackeeanum
Dracophyllum mackeeanum är en ljungväxtart som beskrevs av Stephanus Venter. Dracophyllum mackeeanum ingår i släktet Dracophyllum och familjen ljungväxter. Inga underarter finns listade i Catalogue of Life.